# Satch Sanders
Thomas Ernest „Satch” Sanders (ur. 8 listopada 1938 w Nowym Jorku) – amerykański koszykarz, występujący na pozycji skrzydłowego, 8-krotny mistrz NBA, członek Koszykarskiej Galerii Sław, po zakończeniu kariery zawodniczej – trener koszykarski.
Mierzący 198 cm wzrostu koszykarz studiował na New York University. Do NBA został wybrany w drafcie w 1960 przez Boston Celtics i w tej organizacji spędził całą karierę. Osiem razy zdobywał pierścienie mistrzowskie (1961-1966, 1968-1969). Tylko jego koledzy z drużyny Bill Russell i Sam Jones w karierze zawodniczej częściej wygrywali w lidze. Jego numer na koszulce (16) został przez Celtics zastrzeżony.
Pod koniec lat 70. dwukrotnie był szkoleniowcem Celtów. W latach 1973–1977 był głównym trenerem drużyny Uniwersytetu Harvarda. Stał się pierwszym Afroamerykaninem w historii rozgrywek Ivy League, który objął stanowisko głównego trenera w jakiejkolwiek z dyscyplin sportowych.

## Osiągnięcia

### NCAA
- Zaliczony do I składu turnieju NCAA (1960)[2]
- Laureat Haggerty Award (1960)[3]

### NBA
- 8-krotny mistrz NBA (1961-1966, 1968-1969)[4]
- Wybrany do II składu defensywnego NBA (1969)[5]
- Uczestnik meczu gwiazd Legend NBA (1986, 1988)[6]
- Klub Celtics zastrzegł należący do niego w numer 16[7]
- Członek Koszykarskiej Galerii Sław (Naismith Memorial Basketball Hall Of Fame - 2011)[8]
- Rekordzista klubu Celtics w liczbie dyskwalifikacji (19), uzyskanych podczas pojedynczego sezonu (1964/1965 – stan na 3.01.2017)[9]